# 华米科技
安徽华米信息科技有限公司（：ZEPP，简称华米科技，英文：Zepp Health Corporation），是专注于智能可穿戴领域的小米生态链企业，旗下产品主要包括小米品牌的小米手环及智能秤、自主品牌Amazfit、米动系列的智能手表及智能手环等。

## 历史
- 华米科技成立于2013年12月，2014年1月公司获小米科技和顺为资本A轮投资，2015年初获高榕资本、红杉资本及晨兴创投3500万美元B轮投资[2]。2018年2月8日，在美国纽约证券交易所上市，股票代码HMI，是中國安徽省首家在美国上市的企业[3]。
- 2017年，实现营业收入20.489亿元，同比增长31.6%；实现净利润1.671亿元，同比增长597.8%[1]。
- 2021年2月，華米科技將其英語名稱由Huami Corp變更為Zepp Health Corporation[4]。